# Rosa lucidissima
Rosa lucidissima es una especie de planta del género Rosa, de la familia Rosaceae.

## Taxonomía
Rosa lucidissima fue descrita por H. Lév. en 1911.

## Distribución
Se encuentra en el territorio centro-sur de China.